# Dixon Ramírez
Dixon Eduardo Ramírez Herrera (Tela, Atlántida, 18 de septiembre de 1991) es un futbolista hondureño. Juega de defensa o mediocampista y su actual equipo es el  Real España de la Liga Nacional de Honduras.

## Trayectoria
Llegó a Parrillas One a través de una visoría realizada por el club en su ciudad natal. Su debut en Primera División se produjo el 10 de agosto de 2014 en la victoria de su equipo, Parrillas One, sobre el Club Deportivo Vida por 2 goles a 1.
El 29 de junio de 2015 se anunció su fichaje por el Real Sociedad.

## Clubes
| Club           | País     | Año             |
| -------------- | -------- | --------------- |
| Parrillas One  | Honduras | 2014 - 2015     |
| Real Sociedad  | Honduras | 2015 - 2016     |
| Social Sol     | Honduras | 2016            |
| Deportes Savio | Honduras | 2017            |
| Juticalpa      | Honduras | 2018 - 2019     |
| Vida           | Honduras | 2019 - Presente |